# Lissonota rushi
Lissonota rushi là một loài tò vò trong họ Ichneumonidae.